# Martina (Valsot)
Martina (, toponimo romancio; in romancio anche Punt Martina, in tedesco Martinsbruck, desueto) è una frazione di 114 abitanti del comune svizzero di Valsot, nella regione Engiadina Bassa/Val Müstair (Canton Grigioni).

## Geografia fisica
Il paese è la porta dell'Engadina ed è il centro abitato più orientale della Svizzera.

## Storia
È menzionata per la prima volta nel 1196; dall'epoca carolingia al XVI secolo è stata sotto la giurisdizione di Nauders (Austria) e si teneva nel paese l'assemblea detta Landsprache. Tra il 1912 e il 1923 venne realizzata la strada per Pfunds (Austria): prima il paese era raggiungibile solo da Scuol (Svizzera) e Nauders (Austria).
Fino al 31 dicembre 2012 è stata una frazione del comune di Tschlin; dal 1º gennaio 2013 è divenuta parte del nuovo comune di Valsot.

## Monumenti e luoghi d'interesse

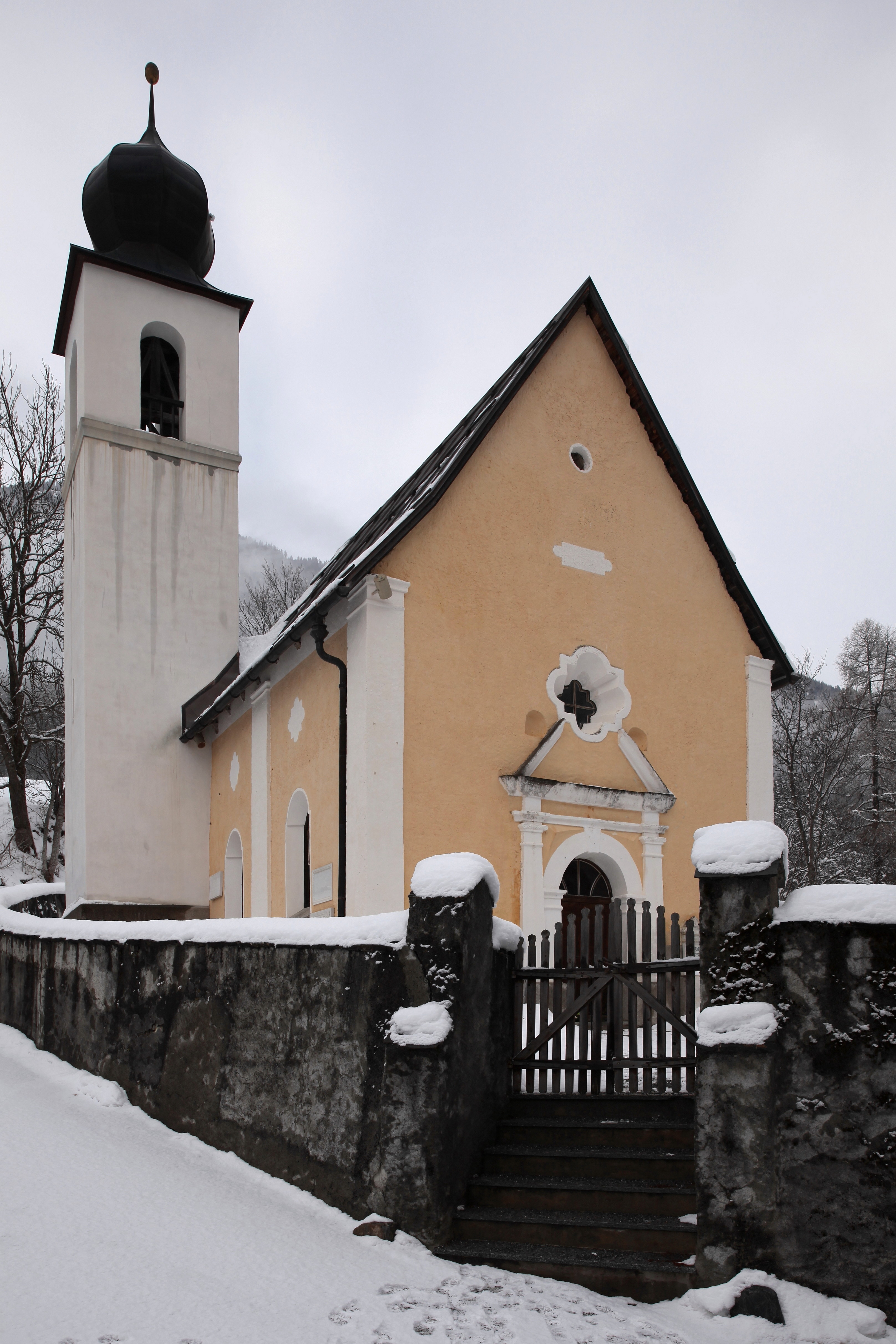
La chiesa riformata

- Chiesa riformata, eretta nel 1707[1];
- Chiesa cattolica, eretta nel 1904[1];
- Ponte fortificato di Finstermünz, attestato dall'epoca romana; in territorio austriaco (comune di Nauders) sorge la fortezza di Sigmundseck, eretta nel 1471[1][3].

## Infrastrutture e trasporti
Sul ponte di Finstermünz, sull'Inn al confine di Stato in direzione Nauders, si trova una dogana turistica.
Nel territorio di Martina si trova la presa d'acqua della centrale idroelettrica Gemeinschaftskraftwerk Inn.